# Баранково
Баранково (пол. Barankowo, нім. Barankower Feld) — село в Польщі, у гміні Краєнка Злотовського повіту Великопольського воєводства.
Населення — 93 особи (2011).
У 1975-1998 роках село належало до Пільського воєводства.

## Демографія
Демографічна структура станом на 31 березня 2011 року:
|          | Загалом | Допрацездатний вік | Працездатний вік | Постпрацездатний вік |
| -------- | ------- | ------------------ | ---------------- | -------------------- |
| Чоловіки | 54      | 14                 | 35               | 5                    |
| Жінки    | 39      | 13                 | 20               | 6                    |
| Разом    | 93      | 27                 | 55               | 11                   |